# Binario di precedenza

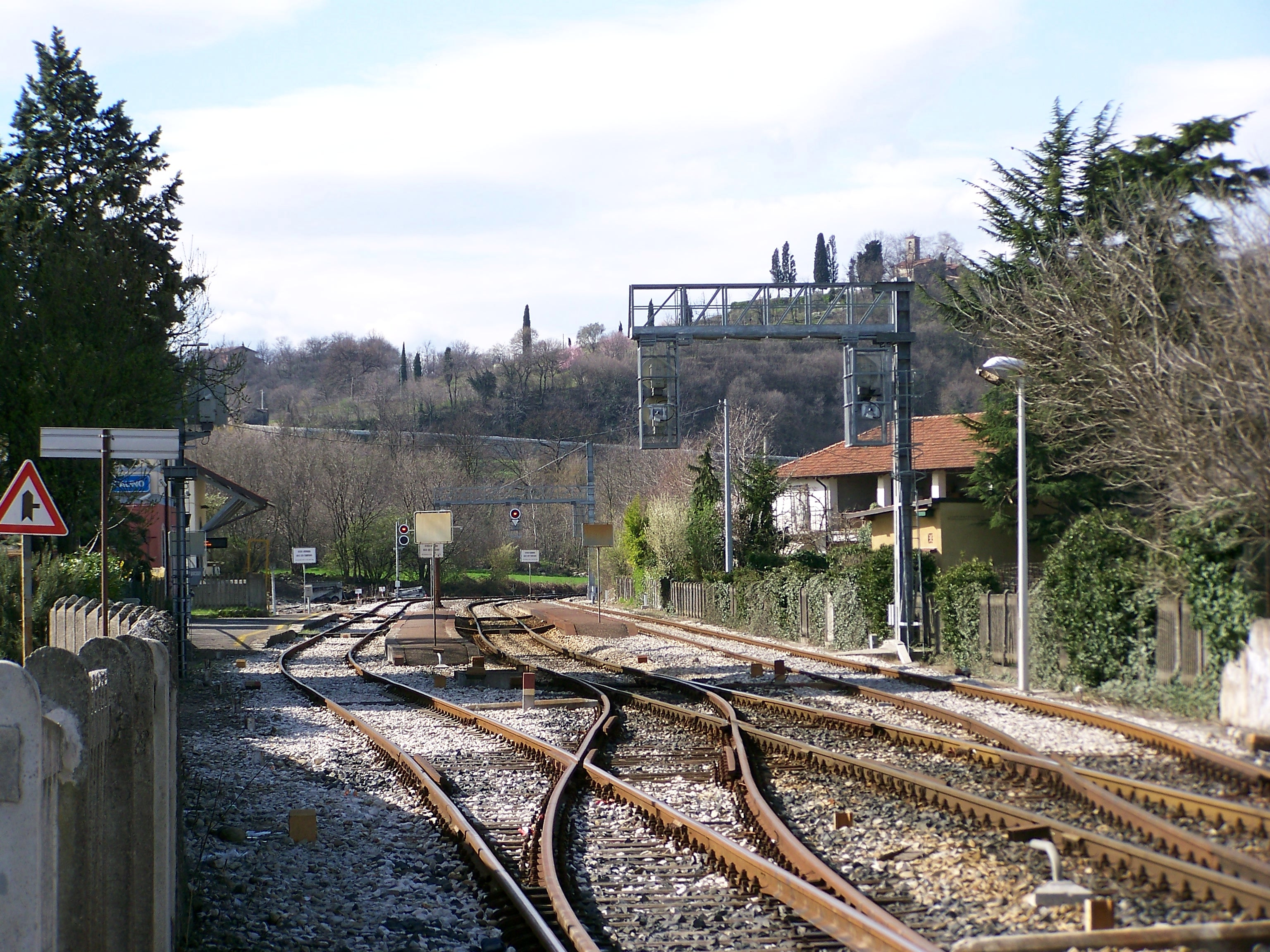
Binario di precedenza della Stazione di Bornato-Calino

Nella tecnica e nella regolamentazione delle ferrovie si definisce binario di precedenza un binario, presente in una stazione o in un posto di movimento, che ha la funzione di accogliere un treno che debba cedere il passo ad un altro, viaggiante nella medesima direzione e che goda, rispetto al primo, del diritto di precedenza.

## Precedenza

### Manovra di precedenza
La manovra di precedenza può avvenire tra due treni aventi velocità di impostazione diverse (o diversa categoria): per esempio precedenza di un treno regionale rispetto ad un treno a lunga percorrenza, oppure treno merci rispetto ad un treno passeggeri. Si parla di precedenza anche quando, in condizioni di circolazione perturbata, un treno in forte ritardo debba superare il treno che lo precede.

### Precedenza dinamica
Se il binario di precedenza è sufficientemente lungo, il treno che cede il passo al successivo può continuare la sua marcia regolarmente, mentre il treno a velocità maggiore lo supera rimanendo nel binario di corsa: si parla in questo caso di precedenza dinamica, e ciò permette di ridurre il perditempo al treno che deve lasciar passare l'altro.
Nelle linee a doppio binario banalizzate, la precedenza dinamica può avvenire anche nella cosiddetta ‘‘marcia parallela’’: uno dei due treni viene inoltrato nel binario normalmente destinato alla circolazione in senso inverso per consentire all'altro di superarlo.